# Blackwood-Nationalpark
Der Blackwood-Nationalpark (engl.: Blackwood National Park) ist ein Nationalpark im Osten des australischen Bundesstaates Queensland.

## Lage
Er liegt 924 Kilometer westnordwestlich von Brisbane, 180 Kilometer südsüdöstlich von Charters Towers und 15 km nordwestlich von Belyando Crossing.

## Geländeformen
Der Nationalpark besteht aus sanftem Hügelland, das gelegentlich durch Felsriegel und Sand- oder Schwarzerdeflächen unterbrochen ist.

## Klima
Von Oktober bis März können die Tage sehr heiß werden. Die durchschnittlichen Temperaturen liegen dann bei 31–35 °C, es können aber auch 40 °C erreicht werden. Gelegentlich kommt es im Sommer zu Regenfällen, die die Wege verschlammen lassen und teilweise unpassierbar machen. Von April bis September liegen die durchschnittlichen Tagestemperaturen um 27 °C.

## Flora und Fauna
Der Park erhielt seinen Namen nach den Blackwood-Akazienwäldern (Acacia argyrodendron). Auch finden sich Brigalow-Akazien (Acacia harpophylla), verschiedene Eukalyptusarten und Spinifexgras.
Viele verschiedene Tierarten finden sich im Park, der für sie Rückzug- und Ruhegebiet darstellt. Darunter sind auch über 80 Vogelarten.

## Einrichtungen
Es gibt einige Wanderwege, die aber nicht regelmäßig gepflegt und deshalb teilweise zugewachsen sind. Zelten und die Mitnahme von Haustieren sind nicht gestattet.
Der Park ist von der Gregory Developmental Road oder aus zu erreichen, an die er im Süden direkt anschließt.